# Pierre Failliot
Pierre Alexis Louis Failliot (Parigi, 25 febbraio 1889 – Parigi, 31 dicembre 1935) è stato un velocista, multiplista e rugbista a 15 francese.

## Biografia
Nel 1912 fu medaglia d'argento nella staffetta 4×400 metri ai Giochi olimpici di Stoccolma insieme a Charles Lelong, Charles Poulenard e Robert Schurrer. Prese parte anche alle gare dei 100 e 200 metri e della staffetta 4×100 metri, uscendo però in tutti e tre i casi durante le batterie di qualificazione. Non completò le due gare di prove multiple alle quali prese parte (pentathlon e decathlon).
Fu anche giocatore di rugby a 15 nella nazionale francese, collezionando otto presenze tra il 1911 e il 1913.

## Palmarès
| Anno | Manifestazione  | Sede      | Evento                | Risultato     | Prestazione | Note  |
| ---- | --------------- | --------- | --------------------- | ------------- | ----------- | ----- |
| 1912 | Giochi olimpici | Stoccolma | 100 metri             | elim. qualif. | n/d         |       |
| 1912 | Giochi olimpici | Stoccolma | 200 metri             | elim. qualif. | n/d         |       |
| 1912 | Giochi olimpici | Stoccolma | Staffetta 4×100 metri | elim. qualif. | 43"8        |       |
| 1912 | Giochi olimpici | Stoccolma | Staffetta 4×400 metri | Argento       | 3'20"7      |       |
| 1912 | Giochi olimpici | Stoccolma | Pentathlon            | 17º           | 42 p.       | [ 1 ] |
| 1912 | Giochi olimpici | Stoccolma | Decathlon             | dnf           | dnf         | [ 2 ] |